# Илия Ангелакович
Илия Велков Ангелакович е български лекар от епохата на Възраждането.

## Биография
Илия Ангелакович е роден в село Богослов, Кюстендилско, през първата четвърт на XIX век. Той е по малкият брат на Христо Лекарски (1786-1863), известен кюстендилски лекар, при когото изучава лекарския занаят. Става известен лекар практик. Работи като военен лекар в турската армия, а впоследствие се установява в град Скопие. Оттам живо се интересува от нуждите и борбите на своите съграждани. Подпомага изграждането на църквата „Свети Мина“ в градн Кюстендил с 2000 гроша.